# BM Atlético de Madrid
BM Atlético de Madrid var ett handbollslag från Madrid i Spanien, som fungerade som Club Atlético de Madrids handbollssektion. Laget existerade först 1950–1994 och återskapades 2011 genom att den framgångsrika klubben BM Ciudad Reals herrlag, från staden Ciudad Real, flyttades till Madrid och blev det nya BM Atlético de Madrid. Den 9 juli 2013 meddelade klubben att de på grund av dålig ekonomi lade ned verksamheten.

## Historia

### BM Atlético de Madrid (1950–1994)
Handbollssektionen startade 1950 och var den dominerande klubben i spansk handboll under 1960-talet och 1980-talet, då man radade upp inhemska liga- och cuptitlar. 
1994 lades handbollssektionen ner av den dåvarande presidenten i klubben, Jesús Gil. Anledningen var att klubben hade ett stort ekonomiskt underskott och att man hellre prioriterade fotbollssektionen. Klubben hade då även en damsektion inom handbollen, men även den lades ned.

### BM Ciudad Reals flytt till Madrid
Efter säsongen 2010/2011 hotades BM Ciudad Real av konkurs. Därför flyttade klubbens ägare, miljardären Domingo Díaz de Mera, laget till Madrid.  Förhoppningarna var att laget skulle dra mer publik och få större intäkter som ett storstadslag. Samtidigt bytte klubben namn till BM Neptuno men rättigheterna till herrlagets namn köptes av Club Atlético de Madrid. Därför spelade herrlaget under namnet BM Atlético de Madrid, som Club Atlético de Madrids handbollssektion. Tanken var att laget senare skulle spela som BM Neptuno, men dessa planer blev aldrig verklighet.
Efter säsongen 2012/2013, den 9 juli 2013 (efter två säsonger som BM Atlético de Madrid), lades klubben och herrlaget slutligen ned, på grund av dålig ekonomi.

## Spelartruppen 2012/2013

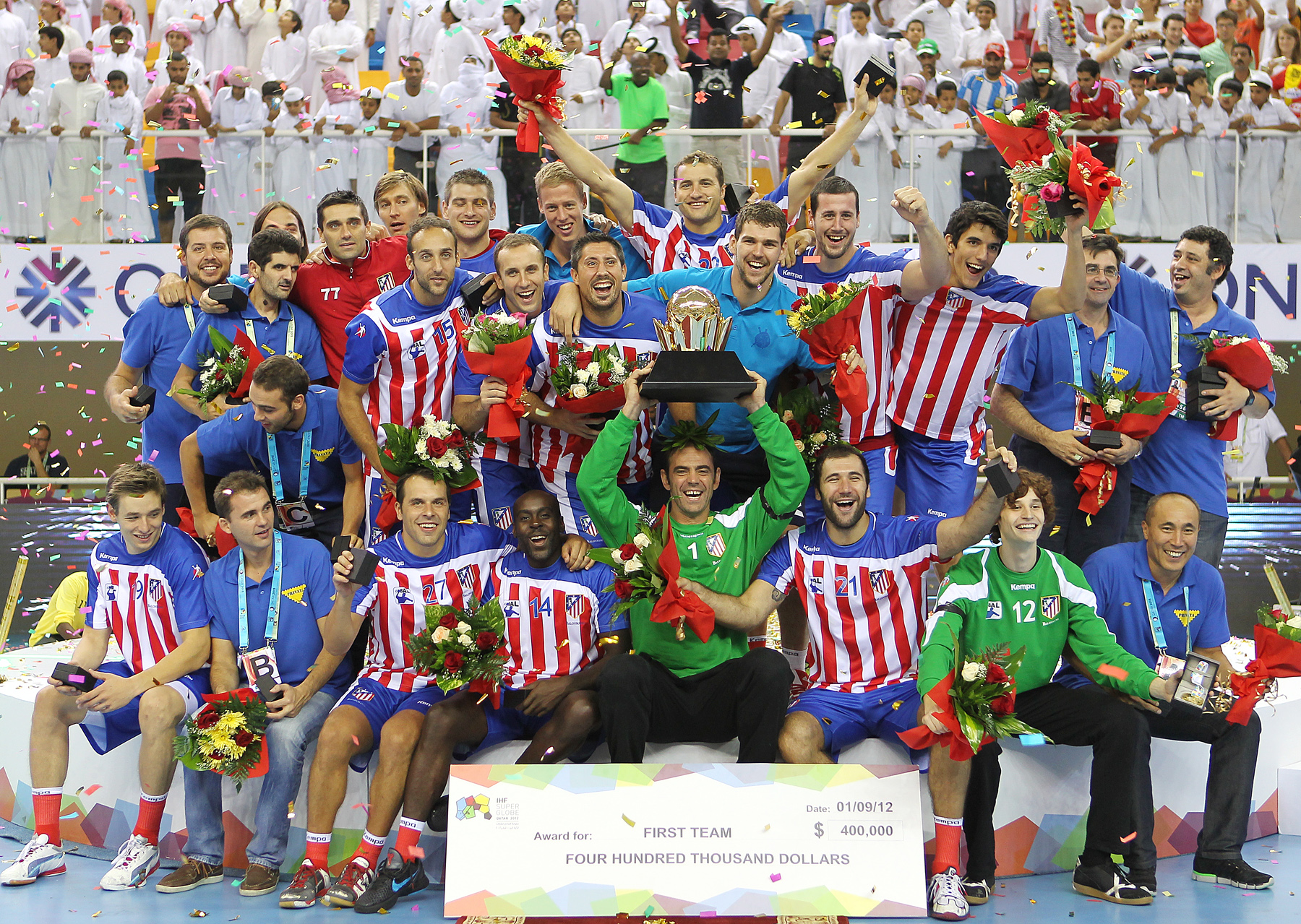
Spelartruppen efter att ha vunnit turneringen IHF Super Globe i september 2012.

| Nr | Land                    | Pos | Namn                    |
| -- | ----------------------- | --- | ----------------------- |
| 1  | Spanien                 | MV  | José Javier Hombrados   |
| 12 | Spanien                 | MV  | Antonio Díez            |
| 16 | Norge                   | MV  | Magnus Dahl             |
| 23 | Bosnien och Hercegovina | MV  | Adnan Šabanović         |
| 2  | Spanien                 | V9  | Miguel Sánchez Migallón |
| 4  | Spanien                 | M6  | Eduard Fernández        |
| 5  | Sverige                 | V6  | Jonas Källman           |
| 8  | Spanien                 | M9  | Álvaro Ferrer           |
| 9  | Spanien                 | M6  | Ángel Romero            |
| 11 | Danmark                 | V9  | Nikolaj Markussen       |

| Nr | Land           | Pos | Namn                    |
| -- | -------------- | --- | ----------------------- |
| 13 | Spanien        | M6  | Julen Aguinagalde       |
| 14 | Spanien        | V6  | David Davis             |
| 15 | Spanien        | H6  | Roberto García Parrondo |
| 19 | Frankrike      | H9  | Xavier Barachet         |
| 21 | Spanien        | M9  | Joan Cañellas           |
| 22 | Polen          | V9  | Mariusz Jurkiewicz      |
| 25 | Kroatien       | V9  | Jakov Gojun             |
| 27 | Spanien        | H6  | Josep Masachs           |
| 34 | Kroatien       | M9  | Ivano Balić             |
| 77 | Nordmakedonien | H9  | Kiril Lazarov           |

## Kända spelare

### 1950–1994
- Per Carlén
- Mateo Garralda
- José Javier Hombrados
- Dragan Škrbić
- Tomas Svensson
- Alberto Urdiales
- Veselin Vuković

### 2011–2013
- Julen Aguinagalde
- Ivano Balić
- Joan Cañellas
- José Javier Hombrados
- Mariusz Jurkiewicz
- Jonas Källman
- Kiril Lazarov
- Nikolaj Markussen

## Meriter

### Inhemskt
| Tävling            | Titlar | År                                                                      |
| ------------------ | ------ | ----------------------------------------------------------------------- |
| Spanska mästare    | 9      | 1962–1965, 1979, 1981, 1983–1985                                        |
| Copa del Rey       | 14     | 1952, 1954, 1962–1963, 1966–1968, 1978–1979, 1981–1982, 1987, 2012–2013 |
| Spanska supercupen | 3      | 1986, 1988, 2011                                                        |